# Junior Fernándes
Antenor Junior Fernándes da Silva Vitoria, kurz Junior Fernándes (* 10. April 1988 in Tocopilla), ist ein chilenisch-brasilianischer Fußballspieler, der neben Einsätzen in seiner Heimat auch in Deutschland, Kroatien, der Türkei und den Vereinigten Arabischen Emiraten spielte. Er lief auch für die Nationalmannschaft seines Landes auf.

## Karriere

### Verein

#### Anfänge in Chile
Junior Fernándes durchlief alle Nachwuchsmannschaften von CD Cobreloa. Er wechselte 2011 nach Beginn seiner Profikarriere zu CD Palestino. Nachdem er dort gespielt hatte, wechselte er 2012 zum CF Universidad de Chile. Für Universidad lief Fernándes international im Copa Libertadores 2012 elfmal auf und erzielte dabei sechs Tore.
Er entwickelte sich dort mit seinen erzielten Toren und Torvorlagen zu einem Schlüsselspieler, er erreichte mit Universidad unter anderem das Halbfinale des Copa Libertadores. Zwischen Mai und Juli 2012 gehörte Fernándes mit seinen fußballerischen Leistungen in den chilenischen Apertura-Meisterschaftsplayoffs zu den Schlüsselspieler seiner Mannschaft an, indem er zum Beispiel im Playoff-Halbfinalrückspiel einen Hat-trick erzielte. Somit machte er die 0:2-Halbfinalhinspiel-Niederlage gegen den chilenischen Rekordmeister CSD Colo-Colo wett und sorgte damit den Playoff-Finaleinzug. Im Playoff-Finalrückspiel egalisierte er in den Schlussminuten der regulären Spielzeit mit einer Torvorlage die Playoff-Finalhinspiel-Niederlage. Damit rettete er fußballerisch seine Mannschaft in die Verlängerung, später siegten sie im Elfmeterschießen. Somit hatte Fernándes alles in allem einen maßgeblichen Anteil in den Playoffs zur erfolgreichen chilenischen Apertura-Meisterschaft 2012.

#### Wechsel ins Ausland
Zur Saison 2012/13 wechselte Fernándes in die Bundesliga zu Bayer 04 Leverkusen. In Leverkusen konnte sich der Chilene nicht durchsetzen und kam zu lediglich sechs Einsätzen als Einwechselspieler in der Bundesliga. Im DFB-Pokal schied er mit der Mannschaft im Achtelfinale gegen den VfL Wolfsburg aus, in der Europa League kam er zu sechs Einsätzen und schied mit dem Klub im Sechzehntelfinale gegen Benfica Lissabon aus, wobei er weder im Hinspiel (0:1) noch im Rückspiel (1:2) zum Einsatz kam. Zur Spielzeit 2013/14 wechselte er auf Leihbasis in die Erstliga Kroatiens zum Rekordmeister Dinamo Zagreb. Im April 2014 nutzte Dinamo eine Kaufoption und band Fernándes bis zum 30. Juni 2018 an sich. Unter der Cheftrainer-Ägide Zoran Mamić wurde er im März 2016 temporär für zehn Tage in die Zweitmannschaft (Dinamo Zagreb B) abgeschoben, aufgrund seines undisziplinierten Verhaltens. Somit kam er im März 2016 zu seinem einzigen Einsatz in der kroatischen zweithöchsten Ligaspielklasse, 2. HNL.
Ende Januar 2017 wurde er während der Saison 2016/17 bis zum Saisonende an den türkischen Erstligisten Alanyaspor ausgeliehen. Danach kehrte er vorerst zu Dinamo Zagreb zurück. Er nahm an der Vorbereitung zur Saison 2017/18 teil und bestritt zwischen Juli und August 2017 Pflichtspiele für Dinamo. Im September 2017 nach Saisonbeginn entschloss sich Alanyaspor ihn fest zu verpflichten. Zwischen den Saisons 2017/18 und 2019/20 war er der erfolgreichste Jokerspieler der Süper Lig, indem er bei 21 Einwechslungen sechs Tore erzielte und fünf Torvorlagen gab. In seiner letzten Saison 2019/20 für den Alanyaspor trug er in acht Pokalspieleinsätzen offensiv mit drei erzielten Toren mit das türkische Pokalfinale 2020 zu erreichen.
Nach Vertragsende wechselte Fernándes im August 2020 in die Vereinigten Arabischen Emirate zum Erstligisten Al-Ittihad Kalba SC. Nach 16 Pflichtspieleinsätzen als Stammspieler, bestehend aus Liga- und Ligapokalspielen, löste er im Januar 2021 sein Vertrag auf und kehrte erneut in die Türkei zurück, diesmal wechselte er zum Erstligisten Başakşehir FK.

#### Rückkehr nach Chile
Ende Mai 2021 endete sein Vertrag beim Başakşehir FK und er kehrte im September 2021 nach neun Jahren zur CF Universidad de Chile zurück. Er soll in der zweiten Saisonhälfte der chilenischen Primera División 2021 die Mannschaft aus Santiago de Chile unterstützen. In der restlichen Saison 2021 zog er sich in einem Ligaspiel einen Muskelbündelriss zu und fiel temporär für über ein Monat aus. Während dieser Zeit erlitt seine Mannschaft eine Niederlagen-Serie über sieben Ligaspiele und stürzten in die unteren Tabellenregion der chilenischen Meisterschaft ab und spielten plötzlich bis zum letzten Spieltag um den Klassenerhalt. Im Dezember 2021 wurde Fernándes erneut in der Historie vom CF Universidad de Chile zu den Schlüsselspielern, indem er als Jokerspieler am letzten Spieltag gegen den späteren Meisterschaftsvierten Unión La Calera in der Nachspielzeit (90.+4 min.) das 3:2-Siegtor erzielte. Mit diesem Siegtor sicherte Fernándes den endgültigen Klassenerhalt seiner Mannschaft.

### Nationalmannschaft
Fernándes läuft seit 2011 für die chilenische A-Nationalmannschaft auf. Bei den siegreichen Copa América 2015 und 2016 wurde er nicht in die endgültigen Turnierkader berücksichtigt. Im Januar 2017 nahm er an der Erstaustragung des Einladungsturniers China-Cup teil und gewann diesen mit Chile. Beim Copa América 2019 wurde Fernándes erstmals für den Turnierkader berücksichtigt und erreichte mit Chile den vierten Platz, wo er seinen bisher letzten A-Länderspieleinsatz hatte.

## Erfolge
- CD Magallanes
  - Meister der chilenischen Tercera A: 2010[17][20]

- CF Universidad de Chile
  - Chilenischer Meister: Apertura 2012[5]

- Dinamo Zagreb
  - 4 × Kroatischer Meister: 2013/14, 2014/15, 2015/16, 2017/18 1
  - 2 × Kroatischer Pokalsieger: 2014/15, 2015/16[3]
  - 1 × Kroatischer Supercupsieger: 2013